# Ambleside
Ambleside est une petite ville du comté de Cumbria, en Angleterre. Elle est située à la tête du Windermere, le plus grand lac d'Angleterre, au milieu du parc national du Lake District.

## Histoire
La ville se développe grâce à ses mines de plomb et de cuivre.
Le fort Galava est établi pour la première fois à l’époque où Agricola est gouverneur, autour de l’an 793. Il devient une partie du mur d'Hadrien.
La ville est dotée d'un musée doublée d'une bibliothèque, la Armitt Library.

## Personnalités attachées à la ville
- Anne Clough (1820-1892), première principale du Newnham College, collège pour femmes de l'université de Cambridge, y est morte ;
- Harriet Martineau (1801-1876), journaliste, écrivaine, sociologue et militante féministe britannique, y est morte ;
- Charlotte Mason (1842-1923), enseignante britannique qui a consacré sa vie à améliorer la qualité de l'enseignement des enfants, y est morte ;
- Kurt Schwitters (1887-1948), peintre, sculpteur et poète allemand qui a incarné l'esprit individualiste et anarchiste du mouvement dada, y est mort ;
- Howard Somervell (1890-1975),  alpiniste britannique, y est mort ;
- William Wordsworth (1770-1850), auteur et poète anglais, dont la maison Rydal Mount est située au nord de la ville ;
- Dorothy Wordsworth (1771-1855), poète, sœur de William.